# 山村哲夫
山村 哲夫（やまむら てつお、1951年2月9日 - ）は、日本の元俳優、子役、スーツアクター（ぬいぐるみ役者）。東京都出身。

## 経歴
1965年、帯ドラマ『小さな目』(TBS)でデビュー。
同年、特撮ドラマ『ウルトラQ』第10話に靴磨きの少年役で出演。その際、撮影現場で見た怪獣「M1号」の着ぐるみや、「地底超特急いなづま号」のミニチュアの出来のよさに感動し、以後、学校そっちのけで円谷プロの現場に入り浸るようになった。この際、怪獣倉庫にある着ぐるみには一通り入ってみたとのこと。
1966年、『快獣ブースカ』のプロデューサー・守田康司に「明日から来い」と言われ、ブースカの弟「チャメゴン」のスーツアクターを務めることになった。当時中学生だった山村には過酷な仕事だったが「ぬいぐるみ役者は僕の天職」と思っていたため苦ではなかったという。
1967年、『ウルトラセブン』放映開始。当初、怪獣・宇宙人は荒垣輝雄や中村晴吉、鈴木邦夫らが務めていたため、山村は、怪獣ショーやスチール写真の着ぐるみに入っていたが、第25話の怪獣「ガンダー」から、テレビの仕事を任せられるようになった。
その後も『チビラくん』『ファイヤーマン』など、数々の円谷作品でスーツアクターを務めた。
これまで関連書籍などに登場する機会がなかったが、2000年代以降に発行された「ウルトラシリーズ」関連の書籍に取材記事が掲載されている。これらの書籍では当時の現場スタッフとして、撮影裏話や、従来のデータ（スーツアクター関連）の誤りを指摘するなど貴重な証言を行っている。
2024年に甥が『開運!なんでも鑑定団』に出演した際に、現在は介護施設に入居していることが語られている。

## 出演作品

### 映画
- 怪獣大奮戦 ダイゴロウ対ゴリアス（1972年） - ダイゴロウ

### テレビ
- 小さな目（1965年）
- ウルトラQ
  - 第10話「地底超特急西へ」（1966年） - 靴磨きの少年・イタチ
  - 第20話「海底原人ラゴン」（1966年） - 漁師町の少年[注釈 1]
- ウルトラマン 第9話「電光石火作戦」（1966年） - 敏男（高原少年団・団長補佐）
- 快獣ブースカ（1967年） - チャメゴン
- ウルトラセブン[注釈 2]
  - 第7話「宇宙囚人303」（1967年） - 水島誠 [注釈 3]
  - 第25話「零下140度の対決」（1968年） - 凍結怪獣ガンダー[6]
  - 第29話「ひとりぼっちの地球人」（1968年） - 宇宙スパイ プロテ星人（特撮パート） [注釈 4]
  - 第31話「悪魔の住む花」（1968年） - 宇宙細菌ダリー [注釈 5]
- チビラくん（1970年 - 1971年） - ポチポチ、店員（第50話）、係員（第76話）
- ファイヤーマン（1973年） - バローグ星人[9]、ムクムク[10]、第22話以降の怪獣宇宙人
- ウルトラマンタロウ 第4話「大海亀怪獣 東京を襲う！」、第5話「親星子星一番星 」キングトータス／クイントータス／ミニトータス（1973年）
- ジャンボーグA 第23話「祭りだ! おみこし大変身」（1973年） - 神輿怪獣ストーンキング（前部）[注釈 6]
- クレクレタコラ（1973年 - 1974年） - チョンボ[12]
- ウルトラマンレオ 第35話「おいらは怪獣大将だ!」（1974年） - わんぱく怪獣タイショー[13]
- 少年探偵団 第9・10話「BD7危機一髪!」（1975年） - ロボター7
- 恐竜戦隊コセイドン（1978年） - ビックラジィー ※第10話まで
- ピーマン白書（1980年） - エックス
- ウルトラマン80 第39話「ボクは怪獣だ〜い」（1981年） - 少年怪獣テツオン[注釈 7]

### CM（ぬいぐるみ出演）
- エースコック 走れ！牛ちゃん CM 笑福亭鶴瓶 ウシ 着ぐるみ役
- 森永乳業 クリープ 1989 ウシ 着ぐるみ役
- ペプシ ミリンダ 着ぐるみ
- 日立 日立エアコン 白くまくん 白くまくん着ぐるみ役
- コカコーラ HI-Cエード 缶の着ぐるみ役
- SB アメリカせんべい 樽型ロボット役
- 明治 ロックンたぬき 疑似化たぬきぬいぐるみ
- シャープ ペチカ坊や
- 花王 コルゲート むくむくぬいぐるみ